# HMS Malmö (J7)
HMS Malmö (J7) var en stadsjagare i svenska flottan. Fartyget byggdes vid Eriksbergs varv i Göteborg och levererades 15 augusti 1939 som tredje fartyg i Göteborg-klassen. Mellan 1948 och 1951 genomfördes en ombyggnad, då bland annat skrovet breddades och mellan 1958 och 1963 byggdes fartyget om till fregatt. Malmö utrangerades år 1964 och såldes 1965 för skrotning i Göteborg.

## Utformning och bestyckning

HMS Malmös vapen.

HMS Malmö var 94,6 meter lång, 9,0 meter bred och hade ett djupgående av 2,6 meter. Standarddeplacementet var 1 040 ton och det maximala deplacementet var 1 240 ton. Maskineriet bestod av tre oljeeldade ångpannor av märket Penhoët, som levererade ånga till två ångturbiner av märket de Laval. Maskineriet hade effekten 32 000 hästkrafter vilket gav en toppfart på 39 knop.
Huvudartilleriet bestod av tre 12 cm kanoner m/24 C. Dessa var placerade en på backdäck, en midskepps mellan skorstenarna och en på akterdäck. Luftvärnet bestod av den nyutvecklade 25 mm luftvärnsautomatkanon m/32 Dessa satt i ett dubbellavetage på aktra bryggan, och två på gångborden. Vidare fanns ombord även monterade kulsprutor, torpedtuber på däck samt sjunkbombskastare och sjunkbombsfällare.

## Historia

### Andra världskriget
HMS Malmö byggdes vid Eriksbergs varv i Göteborg och sjösattes den 22 september 1938. Efter provturer och utrustning levererades hon, som tredje jagare i Göteborg-klassen, till Marinen den 15 augusti 1939, alltså strax före andra världskrigets utbrott. Under de allvarsamma dagarna före krigsutbrottet påskyndades provturerna och därefter sattes fartyget in i kustflottans 2:a jagardivision tillsammans med Göteborg och Stockholm. Vid leveransen av Gävle överfördes Göteborg till 1:a jagardivisionen.

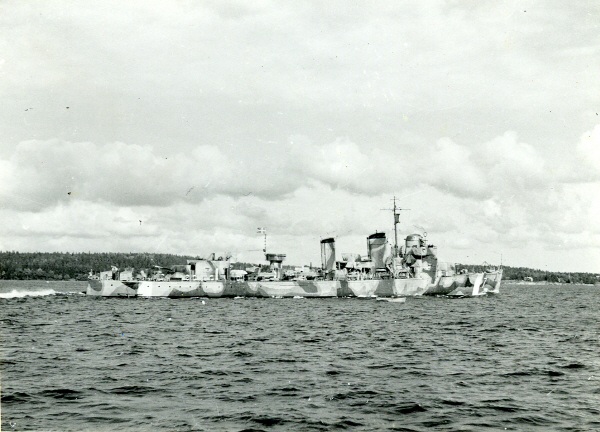
Malmö i kamouflagemålning under kriget

Malmö var rustad under hela kriget, med undantag för ett kort avbrott under 1944, då situationen ansågs medge avrustning för en mera genomgripande översyn. Fartyget hade dittills under övningar, patrullering och eskorttjänst tillryggalagt en distans motsvarande 2,5 varv runt jorden vid ekvatorn. Under krigstjänsten var det inte enbart fiender som efterspanades, utan även flyktingar som kom österifrån i diverse olika farkoster. I oktober 1941 landsatte man i Nynäshamn ett 60-tal flyktingar som hämtats på Gotland. Under de osäkra förhållanden som uppstod i september 1944 skärptes beredskapen på nytt och Malmö måste hastigt rusta igen. I november var jagaren åter till sjöss och deltog i övervakning i Gotska sjön och eskortering av gotlandstrafiken.
Slutligen tog vakten slut och den 10 april 1945 halades befälstecknet vid Stockholms örlogsvarv och fartyget fick en välbehövlig generalöversyn. Efter kriget var fartyget rustat dels en kortare period 1948 då hon överfördes till västkustens marindistrikt, och dels 1953–1957 då hon först ingick i kustflottan och sedan tillhörde Göteborgsavdelningen.

### Efter kriget

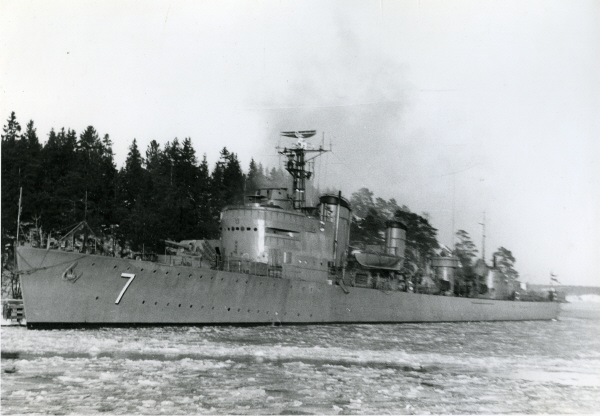
Malmö under 1950-talet. Notera radarantennen i toppen av masten.

Runt år 1950 genomgick Malmö en ombyggnation då bland annat skrovet breddades för att öka stabiliteten och den mellersta 12 cm kanonen flyttades till den aktra bryggan. Det hade nämligen visat sig att kanonen då den stod mellan skorstenarna skymdes av dessa, vilket gav dåliga bestrykningsvinklar. Vidare byttes luftvärnet ut mot modernare kanoner och radar, hydrofoner samt stridsledningscentral tillkom.
År 1960 lades fartyget in på Karlskrona örlogsvarv för en omfattande ombyggnad då hon även omklassades till fregatt. Torpedtuberna togs då bort och ersattes med antiubåtspjäser, hydrofonanläggningen moderniserades och stritsledningen utrustades för ubåtsjakt. Även luftvärnsartilleriet moderniserades och minkapaciteten ökades från cirka 40 till 130 minor. Antiubåtspjäserna placerades på båda fartygssidorna strax för om det aktra däckshuset, vilket även tillbyggdes akterut för att ge plats åt förråd och frysboxar. Utseendemässigt förändrades fartyget även genom att samtliga fönsterventiler under huvuddäck sattes igen, och skeppsbåtar och dävertar togs iland. För att ge utrymme åt den utökade besättningen föreändrades inredningen bland annat så tillvida att en ny manskapsmäss ordnades akter om gunrummet och att manskapet i viss utsträckning fick ligga i tre britsar i höjd.
På hösten 1961 rustades Malmö för provtur, och hon ingick därefter i flottan till den 1 januari 1967 då hon utrangerades. År 1969 såldes hon för skrotning i Göteborg.